# 莫雷·勞
莫雷·勞（英語：Moray Low；1984年11月28日—）是一位蘇格蘭橄欖球運動員。他是蘇格蘭國家橄欖球隊的一員，代表蘇格蘭參加了2015年橄欖球六國賽。